# Jan Petryka
Jan Petryka (* in Warschau) ist ein polnisch-österreichischer Opernsänger (Tenor).

## Leben
Der Sohn einer Musikerfamilie kam mit fünf Jahren nach Österreich und erhielt mit neun Jahren seinen ersten Violoncellounterricht am Brucknerkonservatorium in Linz bei Andreas Pözlberger. Die Matura absolvierte er am Linzer Musikgymnasium, danach schloss er sein Studium im Cello-Konzertfach an der Kunstuniversität Graz ab. Ersten Gesangsunterricht nahm er bei Gertrud Schulz in Linz, danach wechselte er an die Universität für Musik und darstellende Kunst in Wien, wo er Sologesang bei Rotraud Hansmann, sowie Lied und Oratorium bei Kammersängerin Marjana Lipovšek mit Auszeichnung absolvierte. In musikdramatischer Darstellung wurde er von Didier von Orlowsky und Uwe Theimer unterrichtet.
Petryka gewann zahlreiche Preise, sowohl als Solocellist als auch als Kammermusiker. Als lyrischer Tenor hat er sich ein breites Repertoire erarbeitet und sang gemeinsam mit dem Arnold Schoenberg Chor, der Haydn Sinfonietta Wien, dem Chorus sine nomine, dem Bruckner Orchester Linz und dem Mozarteumorchester Salzburg, dem Radio-Symphonieorchester Wien (RSO), der Neuen Oper Wien und am Vorarlberger Landestheater in Bregenz. 2013 debütierte er an der Opéra National de Lyon als Tamino in Mozarts Zauberflöte.
Auf dem Gebiet der Sakralmusik reichen seine Soloauftritte von franko-flämischer Vokalpolyphonie, über Johann Sebastian Bachs Kantatenwerk, die Oratorien und Messen der Wiener Klassiker bis zu zeitgenössischen Kompositionen. Jan Petryka trat bei mehreren bedeutenden Festivals auf, unter anderem in Aix-en-Provence, bei der Styriarte und dem Richard Wagner Festival Wels. CD-Aufnahmen erfolgten als Aret in Haydns Philemon und Baucis  oder in der Titelrolle im Opernfragment Adrast von Franz Schubert mit dem Harmony of Nations Baroque Orchestra. Beim Wiener Festival Osterklang 2013 sang Petryka die Tenor-Arien in der Matthäus-Passion. Mit den Musiciens du Louvre unter Marc Minkowski absolvierte er eine Konzerttournee. Im Theater an der Wien gastierte er 2014 – im Rahmen der Lazarus-Dramatisierung von Claus Guth – mit dem Tenorsolo in Schuberts Nachthelle (D892).